# Гертмонас, Эдвинас
Эдвинас Гертмонас (лит. Edvinas Gertmonas; 1 июня 1996, Шилале) — литовский футболист, вратарь клуба «Университатя» (Клуж-Напока).

## Клубная карьера
Эдвинас начинал заниматься футболом в национальной футбольной академии Литвы. После выпуска из академии он присоединился к клубу А-лиги «Таурас». В составе «Таураса» он дебютировал 19 июня 2013 года в матче против «Экранаса», где пропустил три гола.

## Карьера в сборной
В 2012 году Эдвинас вызывался в юношескую сборную Литвы до 17 лет. За неё он провёл три матча, пропустив три мяча. В 2013 году Эдвинас в составе сборной до 19 лет принял участие на чемпионате Европы в возрастной категории до 19 лет 2013 года. На этом турнире он был запасным вратарём, уступив место в основе Томасу Шведкаускасу. В том же году Эдвинас дебютировал за молодёжную сборную.

## Достижения
«Жальгирис»
- Чемпион Литвы: 2020, 2021